# Gone Back
Gone Back is een Nederlandse film uit 2013, geregisseerd door Ernest Meholli.

## Verhaal
Gone Back is een drama over een deserteur die terugkeert naar huis. Hij verwacht zijn achtergelaten leven te kunnen hervatten, maar ontdekt dat hij dood is verklaard. Langzaam wordt hij een schaduw van zichzelf, vechtend tegen het feit dat hij niet langer bestaat voor zijn liefde en de wereld waar hij eerder deel van uit maakte.

## Release
De film ging in première op 2 mei 2013 in Eye Filmmuseum in Amsterdam en 18 september in Prishtina International Film Festival in Prishtina en kreeg daar de publieksprijs voor beste speelfilm.

## Rolverdeling
| Acteur               | Personage |
| -------------------- | --------- |
| Astrit Alihajdaraj   | Mark      |
| Hanna Verboom        | Anna      |
| Blerim Destani       | Jim       |
| Karin Jessica Jansen | Linda     |

## Prijzen
- Audience Award - Prishtina international film festival - PriFest, Kosovo 2013
- Best Feature Movie Award - IFFNY 2014, New York, USA
- Best Actor Award - IFFNY 2014, New York, USA